# Hat Act
L'Hat Act del 1731 fu una legge del Parlamento di Gran Bretagna (5 Geo. 2. c. 22) emanata nel 1732 per ostacolare e controllare la produzione di cappelli da parte dei coloni nell'America Britannica.
Limitatava specificatamente la fabbricazione, la vendita e l'esportazione di cappelli realizzati nelle colonie. La legge restringeva anche le pratiche di assunzione limitando il numero di lavoratori che i cappellai potevano impiegare e ponendo dei limiti agli apprendistati, consentendone solo due per ogni cappellaio.
L'Hat Act fu una delle diverse misure legislative introdotte dal Parlamento britannico per limitare la produzione coloniale, in particolare nelle zone del Nord America dove erano disponibili materie prime, e per proteggere le manifatture britanniche dalla concorrenza coloniale.
Questa legge costringeva gli americani nelle colonie ad acquistare prodotti di fabbricazione britannica. A causa di questa restrizione commerciale artificiale, gli americani pagavano quattro volte tanto per cappelli e tessuti importati dalla Gran Bretagna rispetto ai beni locali. La legge fu abrogata dallo Statute Law Revision Act del 1867.
In A Summary View of the Rights of British America, Thomas Jefferson denunciò l'Hat Act come "un esempio di dispotismo per il quale non si può trovare alcun parallelo nei periodi più arbitrari della storia britannica".